# Eugénio dos Santos
Eugénio dos Santos e Carvalho (Aljubarrota, 1711 – Lisbona, 5 agosto 1760) è stato un architetto e ingegnere portoghese.
Egli fu uno degli ingegneri militari e degli architetti incaricati della costruzione della Baixa pombalina, a Lisbona, dopo il terremoto del 1755.

## Biografia
Eugénio dos Santos e Carvalho nacque nella freguesia di Nossa Senhora dos Prazeres ad Aljubarrota, nel marzo del 1711. Apparteneva ad una famiglia di tagliatori di pietre di Mortágua. Il padre, Antonio dos Santos, era un muratore, così come il nonno paterno, Antonio de Carvalho.
Studiò presso l'Academia Militar da Corte (antesignana dell'Academia Real de Fortificação, Artilharia e Desenho) a partire dal 1735. Già dall'anno successivo lavorò sulle fortificazioni di Estremoz, dove era responsabile della costruzione del Paiol de Santa Bárbara, destinato ad contenere munizioni e polvere da sparo.
In seguito fu responsabile delle fortificazioni della Marina e lavorò alla costruzione dell'ospedale di Caldas da Rainha, sotto la direzione di Manuel da Maia.
Nel 1750 fu nominato ispettore dei lavori della Corte, ivi compresi quelli del Palazzo della Ribeira e di altri palazzi reali. 

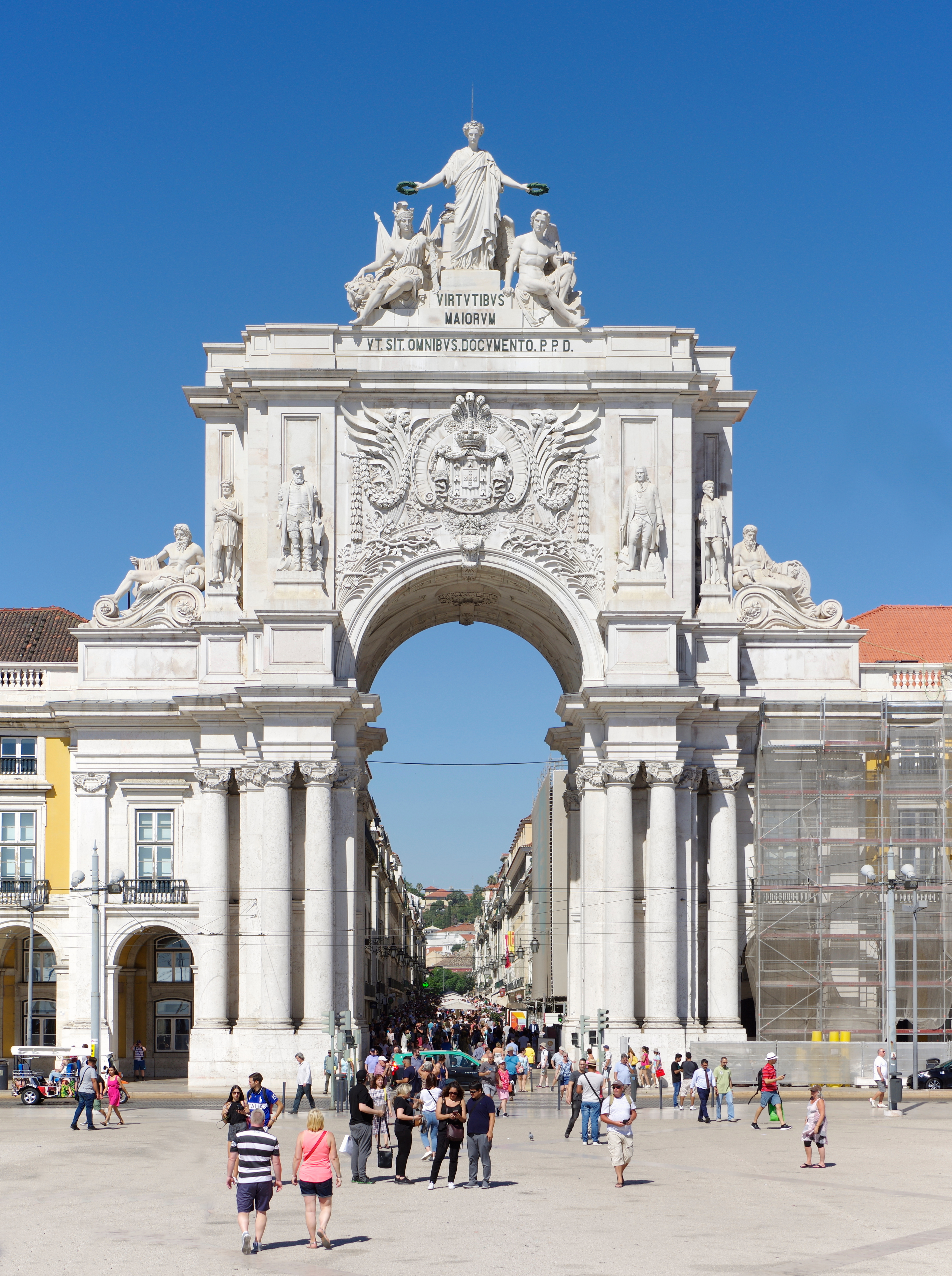
Arco da Rua Augusta visto dalla Praça do Comércio

Dopo il terremoto di Lisbona, nel 1755, divenne uomo di fiducia di Manuel da Maia, architetto capo del regno (arquitecto mor do Reino) e "maresciallo degli ingegneri" (Marechal de Engenheiros). Fu una delle figure più significative dietro la ricostruzione della Baixa pombalina a Lisbona, insieme all'ingegnere di origini ungheresi Carlos Mardel. Fu lui a tracciare il piano di ricostruzione di Lisbona. Eugénio dos Santos sostenne l'idea di radere completamente al suolo il centro della città, gravemente danneggiato, e di ricostruirne uno nuovo, secondo criteri antisismici, seguendo un nuovo piano generale armonioso e razionale della sua urbanizzazione con una suddivisione a vie parallele. Questa riorganizzazione del centro comprendeva la sistemazione delle piazze principali di Lisbona, quali il Rossio; il Terreiro do Paço, rinominato Praça do Comércio; Praça dos Restauradores e l'apertura di Praça da Figueira. Questo piano fu approvato dal re Giuseppe I.
Tra queste la sua opera più notevole è stata la pianificazione della Praça do Comércio, che apre Lisbona sul Tago.
Egli curò inoltre il progetto della statua del re Giuseppe I nella Praça do Comércio, realizzata poi dallo scultore Machado de Castro.
Redasse poi i piani dei nuovi edifici dell'Alfândega, dell'Arsenal da Marinha (nell'area prima nota come Ribeira das Naus), della Fábrica do Tabaco e del Palácio do Grilo.
A Eugénio dos Santos si deve inoltre il progetto del Palazzo del Senato della Camera Municipale di Lisbona (distrutto da un incendio nel 1863), edificato sul sito dove oggi sorge il Municipio di Lisbona.
A Porto, realizzò i progetti della prigione e della Corte d'Appello, edifici che si inseriscono nel piano di rinnovamento ed espansione urbana promossi da João de Almada e Melo (1703-1786).
Eugénio dos Santos morì a Lisbona il 5 agosto 1760 nella sua abitazione in Rua da Rosa das Partilhas, nella freguesia di Mercês. Venne sepolto nel Convento de São Francisco da Cidade, attualmente sede della facoltà di Belle Arti dell'Università di Lisbona.